# Transilien Paris-Est

## Transilien P Norte
Esta línea tiene cuatro ramales, tres de los cuales parten de Gare de l'Est hacia Meaux, Château-Thierry y La Ferté-Milon y el cuarto une Esbly (en el tramo París <> Meaux) y Crécy-la-Chapelle.

### Nombre de los servicios
Los trenes que empiezan por P tienen como destino París y los trenes que empiezan por otras letras una de las estaciones de la línea: M, Meaux, L, Lagny-Thorigny, Z, Château-Thierry

#### RamalParís<>Meaux
- PERI/MERI: efectúan parada en París-Este, Chelles-Gournay, Vaires-Torcy, Lagny-Thorigny, Esbly y Meaux.
- PERI/LICI: efectúan parada en París-Este, Chelles-Gournay, Vaires-Torcy y Lagny-Thorigny.
- PUMA: efectúa parada en Chelles-Gournay, Le Chenay-Gagny, Gagny, Le Raincy-Villemomble-Montfermeil, Bondy, Noisy-le-Sec y Paris-Est.
- PYSE/MYSE: efectúan parada en París-Este, Noisy-Le-Sec, Bondy, Le Raincy-Villemomble-Montfermeil, Gagny, Le Chenay-Gagny, Chelles-Gournay, Vaires-Torcy, Lagny-Thorigny, Esbly, Meaux.

A largo plazo se prevé integrar el ramal París <> Meaux a la línea RER E.

#### RamalParís<>Château-Thierry
PARI/ZARI: Efectúan parada en París-Este, Meaux, Trilport, Changis-Saint-Jean, La-Ferté-Sous-Jouarre, Nanteuil Saâcy, Nogent-L'artaud-Charly, Chezy Sur Marne, Château-Thierry

#### RamalParís<>La Ferté-Milon
Efectúan parada en París-Este, Meaux, Trilport, Isles-Armentières-Congis, Lizy-sur-Ourcq, Crouy-sur-Ourq, Mareuil-sur-Ourq y La Ferté-Milon.

#### RamalEsbly<>Crécy-la-Chapelle
Efectúan parada en Esbly, Les Champs Forts, Montry-Condé, Couilly-Saint-Germain-Quincy, Villiers-Montbarbin y Crécy-la-Chapelle.
Este ramal podría ser transformado en tren-tram a largo plazo.

### Estaciones y correspondencias
De centro a periferia:
| Estación                                    | Zona | Municipio(s)                                                  | Correspondencias                                                    |
| ------------------------------------------- | ---- | ------------------------------------------------------------- | ------------------------------------------------------------------- |
| Paris-Est                                   | 1    | París                                                         | TGV, Corail, TER Picardía y Champaña-Ardena 4, 5, 7                 |
| Ramal Meaux                                 |      |                                                               |                                                                     |
| Chelles - Gournay                           | 4    | Chelles Gournay-sur-Marne                                     | E                                                                   |
| Vaires-Torcy                                | 5    | Torcy Vaires-sur-Marne                                        |                                                                     |
| Lagny-Thorigny                              | 5    | Lagny-sur-Marne Thorigny-sur-Marne                            |                                                                     |
| Esbly                                       | 6    | Esbly                                                         | Cambio para Crécy la chapelle                                       |
| Meaux                                       | 6    | Meaux                                                         | Otras líneas Transilien París-Este, TER Picardía y Champaña-Ardenas |
| Ramal Esbly <> Crécy-la-Chapelle            |      |                                                               |                                                                     |
| Les Champs Forts                            | 6    | Esbly                                                         |                                                                     |
| Montry-Condé                                | 6    | Montry Condé-Sainte-Libiaire                                  |                                                                     |
| Couilly-Saint Germain-Quincy                | 6    | Couilly-Pont-aux-Dames Saint-Germain-sur-Morin Quincy-Voisins |                                                                     |
| Villiers-Montbarbin                         | 6    | Villiers-sur-Morin, Crécy-la-Chapelle                         |                                                                     |
| Crécy-la-Chapelle                           | 6    | Crécy-la-Chapelle                                             |                                                                     |
| Tramo común La Ferté-Millon/Château Thierry |      |                                                               |                                                                     |
| Meaux                                       | 6    | Meaux                                                         | Otras líneas Transilien París-Este, TER Picardía y Champaña-Ardena  |
| Trilport                                    | 6    | Trilport                                                      |                                                                     |
| Ramal Château-Thierry                       |      |                                                               |                                                                     |
| Changis-Saint Jean                          | 6    | Changis-sur-Marne, Saint-Jean-les-Deux-Jumeaux                |                                                                     |
| La Ferté-sous-Jouarre                       | 6    | La Ferté-sous-Jouarre                                         |                                                                     |
| Nanteuil-Saâcy                              | 6    | Nanteuil-sur-Marne, Saâcy-sur-Marne                           |                                                                     |
| Nogent-l'Artaud-Charly                      | *    | Nogent-l'Artaud, Charly                                       |                                                                     |
| Chézy-sur-Marne                             | *    | Chézy-sur-Marne                                               |                                                                     |
| Château-Thierry                             | *    | Château-Thierry                                               | TER Champaña-Ardenas                                                |
| Ramal La Ferté-Millon                       |      |                                                               |                                                                     |
| Isles-Armentières-Congis                    | 6    | Isles-les-Meldeuses Armentières-en-Brie Congis-sur-Thérouanne |                                                                     |
| Lizy-sur-Ourcq                              | 6    | Lizy-sur-Ourcq                                                |                                                                     |
| Crouy-sur-Ourcq                             | 6    | Crouy-sur-Ourcq                                               |                                                                     |
| Mareuil-sur-Ourcq                           | *    | Mareuil-sur-Ourcq                                             |                                                                     |
| La Ferté-Milon                              | *    | La Ferté-Milon                                                | TER Picardía                                                        |

## Transilien P Sur

### RamalParís<>Coulommiers
Este ramal da servicio a los municipios al este de París. Atraviesa la provincia de Sena-San Denis, luego Valle del Marne y finalmente Sena y Marne. La electrificación del tramo Tournan - Coulommiers se completó el 24 de enero de 1992. Más allá de Coulommiers subsistía una lanzadera hasta La Ferté-Gaucher servida con un automotor diésel modernizado de la red TER Champaña-Ardena. Al estropearse el automotor y tener que llevarse a los talleres ferroviarios que estaban lejos, la lanzadera se remplazó por autobús en 2003. Es cada vez más probable que el servicio ferroviario en este tramo sea definitivamente abandonado.

### RamalParís-Este<>Provins
Este ramal da servicio a los municipios del departamento de Sena y Marne. Parte de él proviene de una antigua línea de la Compañía de Ferrocarriles del Este entre Longueville y Esternay, de la cual el tramo Longueville - Provins fue absorbido por la red nacional para incorporarse al Transilien, el tramo Provins - Villiers-Saint-Georges subsiste y se usa para rodajes de películas y de Villiers-Saint-Georges a Esternay la línea ha sido desmantelada.

### Estaciones y correspondencias
| Estación                     | Zona | Municipio(s)                     | Correspondencias                                    |
| ---------------------------- | ---- | -------------------------------- | --------------------------------------------------- |
| Paris-Est                    | 1    | París                            | TGV, Corail, TER Picardía y Champaña-Ardena 4, 5, 7 |
| Ramal Coulommiers            |      |                                  |                                                     |
| Tournan                      | 5    | Tournan-en-Brie                  | E                                                   |
| Marles-en-Brie               | 6    | Marles-en-Brie La Houssaye       |                                                     |
| Mortcerf                     | 6    | Mortcerf                         |                                                     |
| Guérard - La Celle-sur-Morin | 6    | Guérard La Celle-sur-Morin       |                                                     |
| Faremoutiers-Pommeuse        | 6    | Faremoutiers Pommeuse            |                                                     |
| Mouroux                      | 6    | Mouroux                          |                                                     |
| Coulommiers                  | 6    | Coulommiers                      |                                                     |
| Chailly - Boissy-le-Châtel   | 6    | Chailly-en-Brie Boissy-le-Châtel | autobús desde Coulommiers                           |
| Saint-Siméon                 | 6    | Saint-Siméon                     | autobús desde Coulommiers                           |
| Jouy-sur-Morin - Le Marais   | 6    | Jouy-sur-Morin                   | autobús desde Coulommiers                           |
| La Ferté-Gaucher             | 6    | La Ferté-Gaucher                 | autobús desde Coulommiers                           |
| Ramal Provins                |      |                                  |                                                     |
| Gretz-Armainvilliers         | 5    | Gretz-Armainvilliers             | E                                                   |
| Verneuil-l'Étang             | 6    | Verneuil-l'Étang Guignes         |                                                     |
| Mormant                      | 6    | Mormant                          |                                                     |
| Nangis                       | 6    | Nangis                           |                                                     |
| Longueville                  | 6    | Longueville                      | Corail Intercités, TER Champaña-Ardena              |
| Sainte-Colombe-Septveilles   | 6    | Sainte-Colombe                   |                                                     |
| Champbenoist-Poigny          | 6    | Poigny                           |                                                     |
| Provins                      | 6    | Provins                          |                                                     |